# Chondracanthus triventricosus
Chondracanthus triventricosus is een eenoogkreeftjessoort uit de familie van de Chondracanthidae. De wetenschappelijke naam van de soort is voor het eerst geldig gepubliceerd in 1970 door Sekerak.